# The Inchtabokatables
The Inchtabokatables est un groupe allemand de folk, actif entre 1991 et 2002.

## Histoire

### Origines et albums
The Inchtabokatables est formé le 7 février 1991 au Bärenschenke de Berlin. Selon Robert Beckmann, le nom vient de Bruno Adams. La particularité du groupe était dès le départ sa formation, composée de deux violons, un violoncelle, une basse et une batterie, fidèles au principe « no guitars » (pas de guitares). Les membres originaux du groupe (pseudonymes entre parenthèses) sont : Robert Beckmann (B. Breuler), Tobias Unterberg (B. Deutung), Jan Klemm (Herr Jeh), Franziska Schubert (Frenzi Underdrive) et Titus Jany (Kokolorus Mitnichten, Dr. Tinitus Banani). Klemm et Unterberg jouent auparavant avec Eric Fish (leader de Subway to Sally) dans le groupe Catriona. Beckmann et Jany parcourent le pays, encore à l'époque de la RDA, pour participer à des marchés médiévaux. Leur premier album, Inchtomanie, sort en 1992, et pose des jalons dans le domaine du folk rock. L'album contient également le titre Tomatenfisch, qui deviendra le morceau le plus connu du groupe. Peu après, Schubert quitta le groupe et est remplacé par Oliver Riedel (« Orgien-Olli ») à la basse.
Alors que les deux albums suivants (White Sheep en 1993, Ultra en 1994) se situent encore dans le domaine du rock médiéval et du folk rock, le profil musical du groupe change après un bref intermède en 1995 avec des titres comme Time out et subit de nettes influences de Neue Deutsche Härte et de rock industriel (Quiet en 1997, Too Loud en 1998). La raison en est probablement le changement de bassiste intervenu auparavant : Riedel, qui tente sa chance avec Rammstein, est remplacé par Moeh, qui était auparavant membre du groupe de rock industriel T.A.S.S. En 1998, les Inchtabokatables participent au projet GötterDÄmmerung, dans lequel le fan club du groupe berlinois de punk rock Die Ärzte demandée à des groupes amis de ces derniers d'enregistrer une compilation hommage et de les publier. The Inchtabokatables contribuent avec leur version de Meine Ex(plodierte Freundin) à ce projet. Le texte était accompagné d'un par du jazz rythmé de Motown.
L'utilisation de violoncelles et d'autres instruments à cordes, parfois de manière très inhabituelle, est typique.
Après la séparation de leur ancien label, qui avait encore publié le best-of Nine Inch Years avec lequel le groupe n'était toutefois pas d'accord, le groupe a le temps de développer de toutes nouvelles idées. Ainsi, le sixième et dernier album studio, Mitten im Krieg, sorti en 2001, ne peut être comparé à aucun des albums précédents,. La même année, le groupe soutient Pat MacDonald sur son album Degrees of Gone, produit par John Parish.

### Pause
En 2002, le groupe annonce qu'après onze années de sur scène sans interruption, il était temps de prendre une pause aussi longue pause. Le concert d'adieu a lieu le 28 septembre 2002 à la Columbiahalle de Berlin. De plus, le double album Ultimate Live sort la même année. Une biographie du groupe intitulée Wir war jung und brauchten das Geld. The Inchtabokatables 1991-2001 des auteurs Harald Hauswald et Maria Jany devait être publiée par Schwarzkopf & Schwarzkopf en 2002, est annoncée à plusieurs reprises, mais n'est pas publiée en raison de la séparation du groupe. Les anciens membres du groupe se sont entre-temps consacrés à d'autres projets. Ainsi, Beckmann travaille quelque temps comme booker au Lindenpark de Potsdam, Jany est batteur (en tant que frère Liebe) du groupe de rock médiéval Potentia Animi, et Moeh bassiste du groupe Motomatic.
Beckmann et Unterberg font ensemble de la musique pour pièces radiophoniques sous le nom de Der Deutung et Das Ro, Klemm et Unterberg ont fait des tournées avec Mila Mar et Unterberg avec Deine Lakaien, Subway to Sally, Letzte Instanz et le programme solo d'Eric Fish. Ce dernier joue en outre sur des CD de New Model Army et Angelzoom, entre autres. Beckmann chante sur le CD/DVD live Raue Spree du groupe médiéval In Extremo.
Unterberg est présent sur le DVD Nackt de Subway to Sally, qu'il accompagne au violoncelle pendant des mois lors de la tournée acoustique, et participe aux deux sorties précédentes de Silbermond, où il enregistre deux titres. Sur l'album Himmelfahrt (2023) de Subway to Sally, il joue également du violoncelle sur le morceau Lasst die Himmel fall'n. Depuis 2010, Beckmann et Jany jouent ensemble dans le groupe Grüßaugust.

## Discographie

### Albums studio
- 1992 : Inchtomanie
- 1993 : White Sheep
- 1994 : Ultra
- 1997 : Quiet (62e des charts allemands[5])
- 1998 : Too Loud
- 2000 : Nine Inch Years
- 2001 : Mitten im Krieg (75e des charts allemands[6])
- 2002 : Ultimate Live

### EP
- 1997 : Übertrieben / Western Song

### Singles
- 1995 : Merry Christmas / X-Mas in the Old Man’s Hat
- 1998 : You Chained Me Up
- 2001 : Come With Me

### Clips
- 2002 : Das Inchtabokatable (120 min)